# Iryna Taranenko-Terelja
Iryna Leonidivna Tarenenko, coniugata Terelja, accreditata come Irina Taranenko Terelia dalla FIS (in ucraino Ірина Леонідівна Тараненко-Тереля?; Derhači, 31 marzo 1966), è un'ex fondista ucraina.

## Biografia
In Coppa del Mondo ottenne il primo risultato di rilievo il 4 gennaio 1992 a Kavgolovo (7ª) e come miglior piazzamento un quarto posto.
In carriera prese parte a tre edizioni dei Giochi olimpici invernali, Lillehammer 1994 (29ª nella 5 km, 27ª nella 15 km, 20ª nella 30 km, 20ª nell'inseguimento), Nagano 1998 (11ª nella 5 km, 4ª nella 15 km, 8ª nella 30 km, 4ª nell'inseguimento, 9ª nella staffetta) e Salt Lake City 2002 (11ª nella 10 km, 9ª nella 15 km, 18ª nella 30 km, 29ª nella sprint, 10ª nell'inseguimento), e a sei dei Campionati mondiali, vincendo una medaglia.

## Palmarès

### Mondiali
- 1 medaglia:
  - 1 bronzo (inseguimento[1] a Ramsau am Dachstein 1999)

### Coppa del Mondo
- Miglior piazzamento in classifica generale: 9ª nel 1996 e nel 1998